# Абдуллаева, Ойдин Утамурадовна
Ойдин Утамурадовна Абдуллаева (6 марта 1976 года, Ташкент, Узбекская ССР) — узбекский композитор, преподаватель и политический деятель, депутат Законодательной палаты Олий Мажлиса Республики Узбекистан IV созыва. Член Социал-демократической партии «Адолат».

## Биография
С 1983 по 1994 год училась в РССМШ им. Р. Глиэра по специальности виолончель и композиция. В 1999 году окончила Государственная консерватория Узбекистана по классу композиции профессора Мансурова. 
После окончания консерватории начала преподавать на кафедре композиции и инструментовки. С 2004 года старший преподаватель, а в 2009 году получила ученое звание доцент и с 2018 года профессор. С 2011 года заведует кафедрой композиции и инструментовки.
В 2020 году избрана в Законодательную палату Олий Мажлиса Республики Узбекистан IV созыва, а также назначена на должность члена Комитета по вопросам науки, образования, культуры и спорта Законодательной палаты Олий Мажлиса Республики Узбекистан.

## Примечание
1. ↑  Союз композиторов и бастакоров Узбекистана. Сайт разработан webnest.uz - АБДУЛЛАЕВА ОЙДИН. www.commus.uz. Дата обращения: 30 января 2022. Архивировано 30 января 2022 года.
2. ↑  Депутаты. parliament.gov.uz. Дата обращения: 30 января 2022. Архивировано 30 января 2022 года.